# Uádi Natrum
Uádi Natrum (em árabe: "Vale do Natrão" ou em grego:  Scetes) é um vale localizado na província de Al-Buhaira, no Egito, e inclui uma cidade homônima. O nome do local se refere aos oito diferentes lagos na região que produzem o sal de natrão[nota a]. Em copta, a região é conhecida como Shee-Hyt, que significa "o balanço de corações" ou a "medida dos corações". Em grego, a região é chamada de Escetes, que significa "os ascetas". Na literatura cristã, a região é geralmente chamada de Deserto da Nítria.
Na antiguidade, o natrão era muito procurado por causa do seu amplo uso nos rituais de mumificação dos egípcios antigos.

## História
A região de Uádi Natrum era e continua sendo um dos mais sagrados locais de devoção no Cristianismo. Entre o século IV, quando São Macário do Egito se retirou para o deserto, e o século VII, a região atraiu milhares de pessoas de todo mundo, que chegavam na esperança de se juntar aos mais de cem mosteiros que existiam na região do Deserto da Nítria. A região desolada se tornou o santuário dos Padres do Deserto e para as comunidades monásticas cenobitas. Muitos monge, eremitas e anacoretas viveram no deserto e nos montes nas redondezas. A solidão do deserto atraiu essas pessoas por que eles viram nas privações do deserto uma forma de aprender uma auto-disciplina estoica, chamada de ascetismo. Assim, estes indivíduos  acreditavam que a vida no deserto iria ensiná-los o desprendimento das coisas deste mundo e os permitiria seguir ao chamado de Deus de forma mais decisiva e pessoal.

## Mosteiros
A importância da região diminuiu com a Conquista islâmica do Egito em 641. Muitos mosteiros foram destruídos e saqueados. Atualmente, apenas quatro destas fortalezas auto-suficientes sobreviveram, todas elas datando do século IV e todas habitadas por monges da Igreja Ortodoxa Copta:
- Mosteiro de São Macário, o Grande
- Mosteiro Paromeo
- Mosteiro de São Pésio
- Mosteiro Sírio (Deir as Suriani)

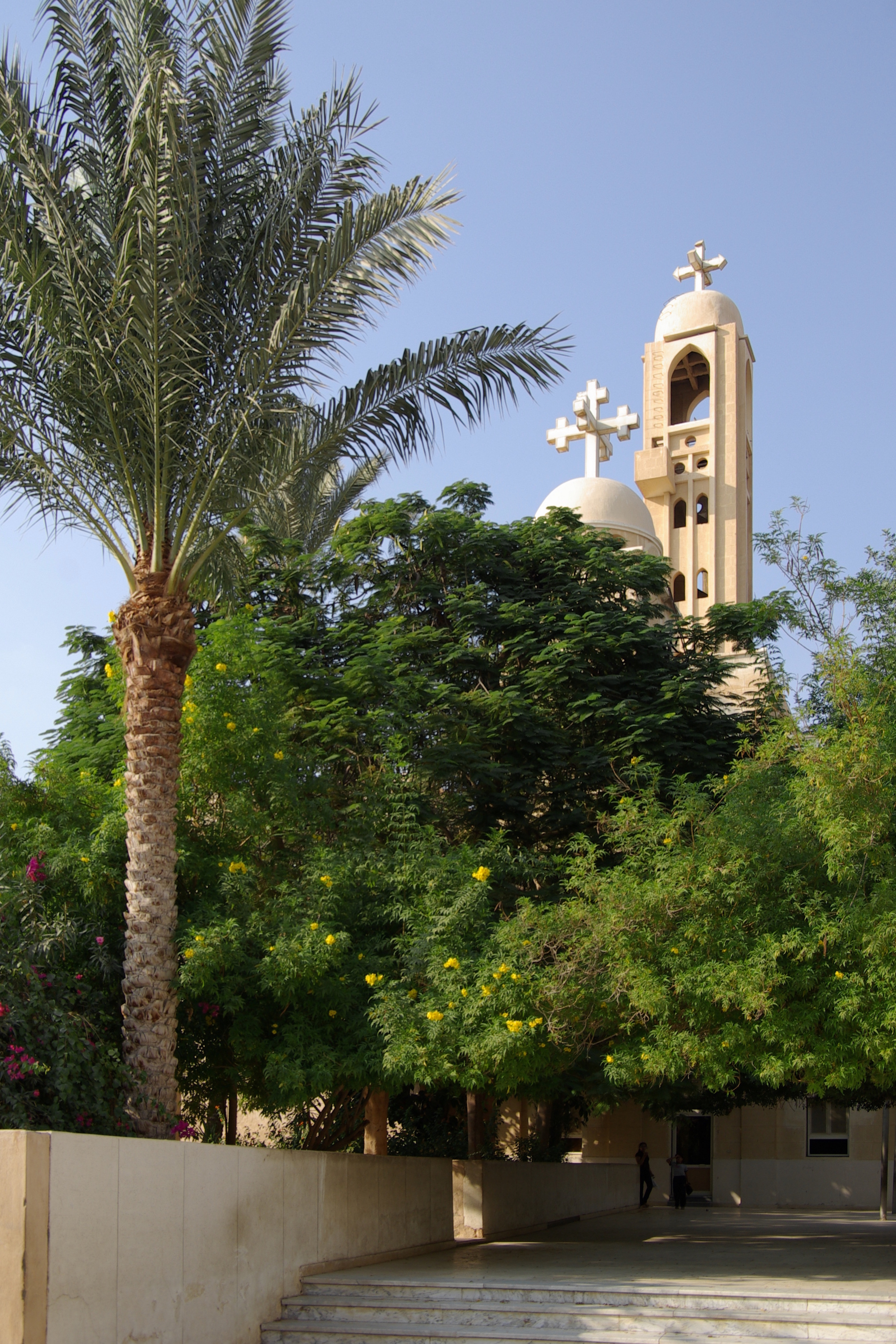
Mosteiro de São Pichoi
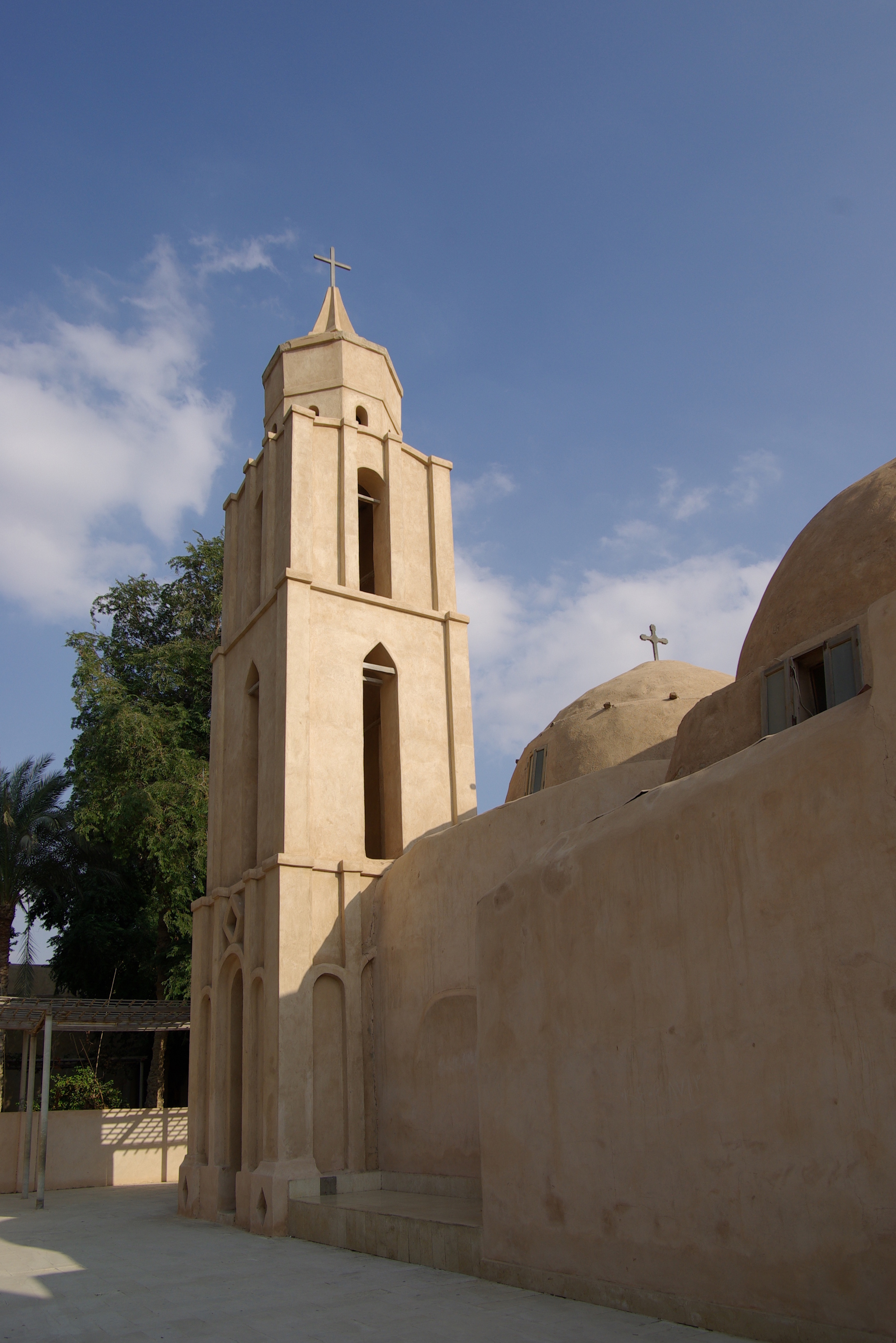
Mosteiro de São Pichoi
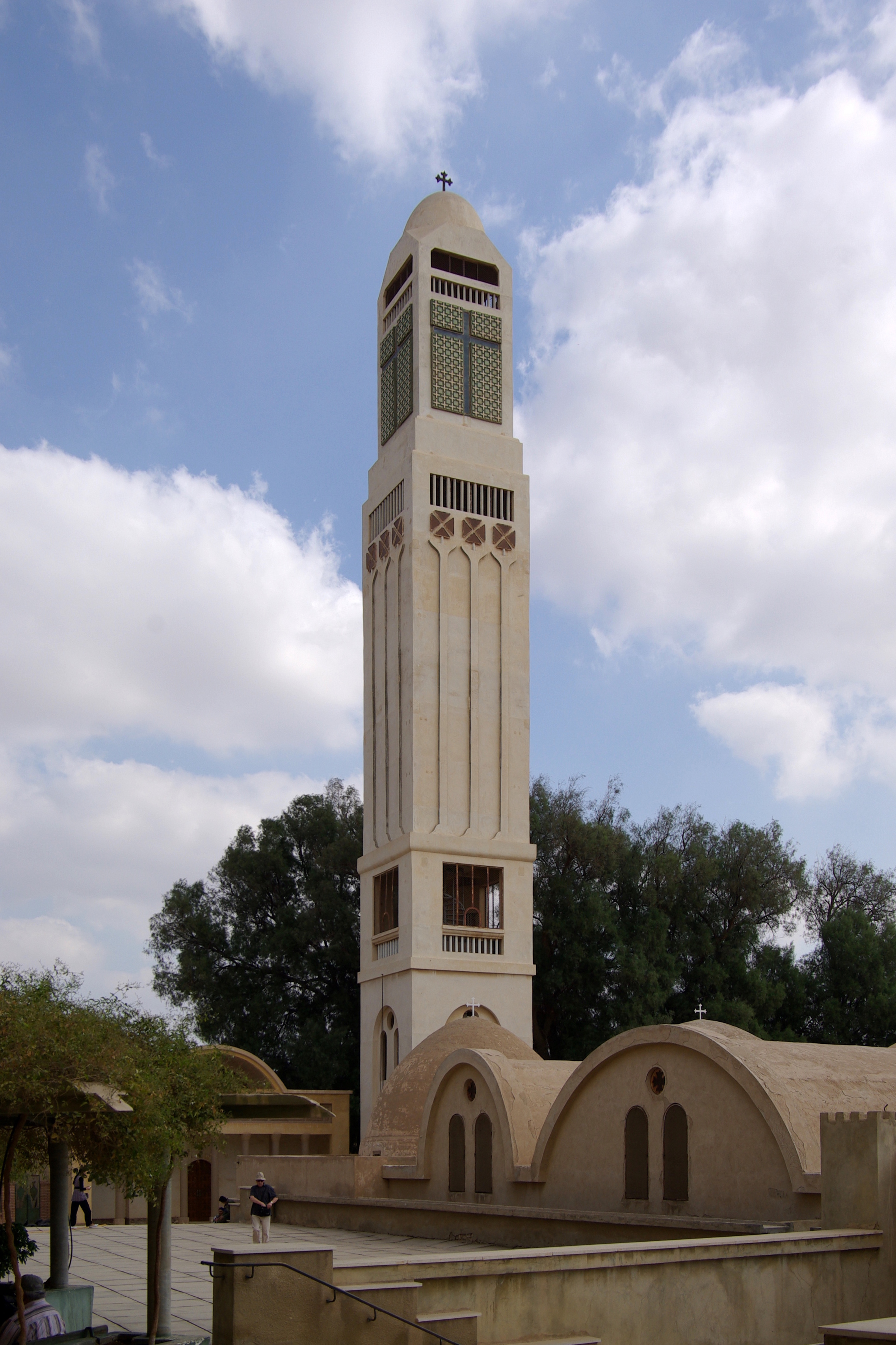
Mosteiro de São Pichoi
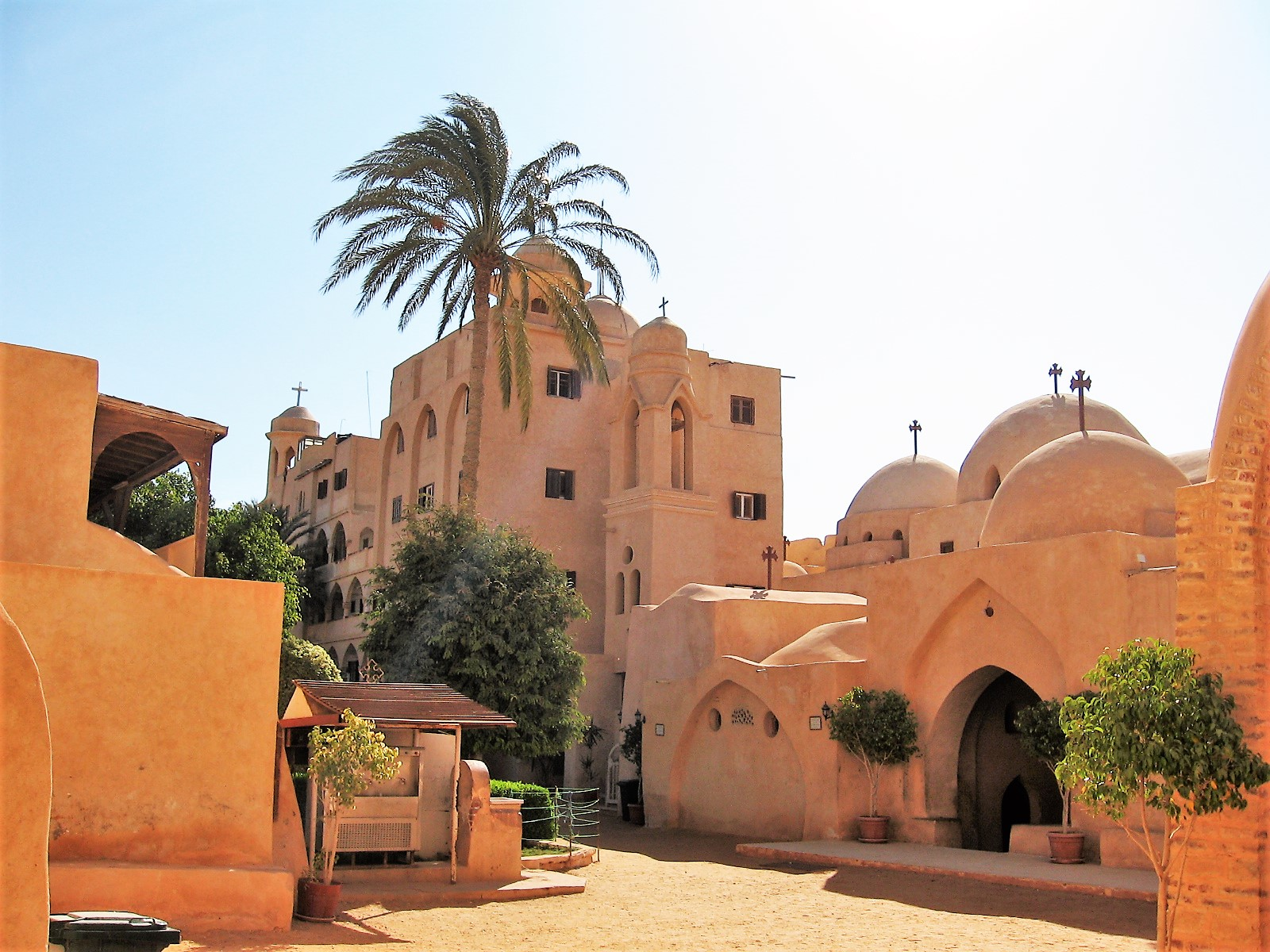
Mosteiro de São Macário, o Grande
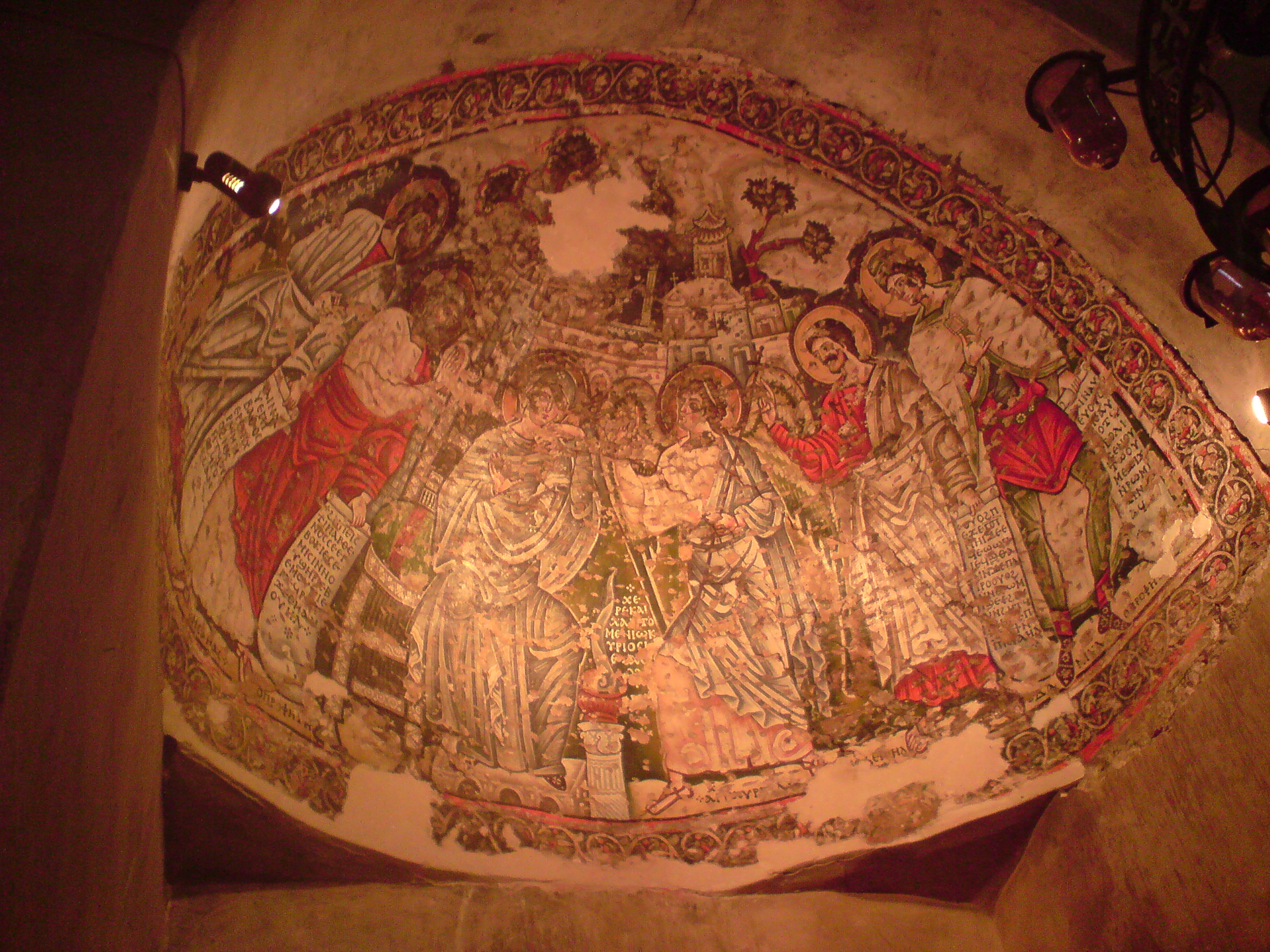
Mosteiro Sírio
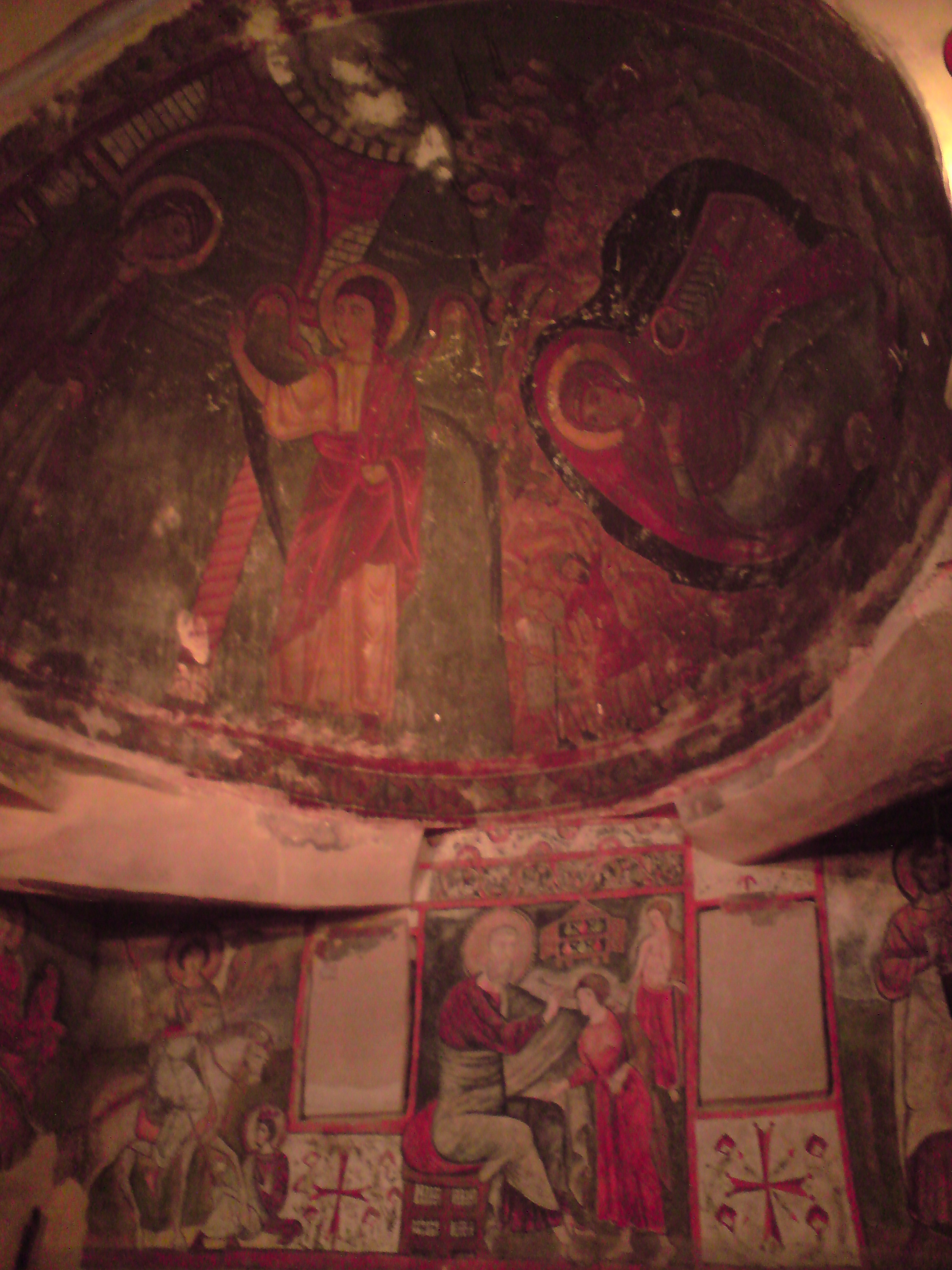
Afresco no Mosteiro Sírio
- Afresco no Mosteiro Sírio

## Santos da região
Os mais renomados santos da região incluem os vários Padres do Deserto, assim como Santo Amum, Santo Arsênio, São João, o Anão, São Macário do Egito, São Macário de Alexandria, São Moisés, o Negro, São Pichoi e muitos outros.